# 산악신앙
산악신앙(山岳信仰, 산가쿠 신코) 또는 산 숭배(mountain worship)는 산을 신성한 대상으로 여기는 신앙이다.

## 개요
산악신앙은 자연숭배의 한 형태로, 산과 밀접하게 연관되어 있는 민족들이 산악지형과 이에 수반되는 자연 환경에 대해 갖는 경외심에서 진화한 것으로 생각된다. 산악신앙에는 산지의 영적인 힘을 믿는 신앙과 산의 압도적인 느낌을 이용하여 자신의 삶을 지배하는 형태가 있다.
이러한 신앙은 주로 내륙 산악 지역의 문화에서 발견되며, 그곳의 발달에는 험난한 지형의 산이 필수적이다.
이러한 신앙이 있는 지역에서는 사람들이 산에서 흐르는 강과 산기슭에 펼쳐진 숲에 모든 의식주를 의지하고, 눈에 보이는 산의 은혜를 끊임없이 누리고 있다. 반면, 이러한 신념을 지닌 사람들은 험난한 지형과 자연환경 속에서 조금만 부주의해도 생명을 잃을 수 있는 환경에 처해 있다. 자신의 안전을 위한 지식으로 전달된다고 생각된다.

## 같이 보기
- 산신
- 데와 3산